# CAPES de sciences de la vie et de la Terre
 (janvier 2019).
Le CAPES de Sciences de la vie et de la Terre est un concours de recrutement de la fonction publique française. Il permet le recrutement des enseignants de SVT qui exerceront en collège ou en lycée général et technologique.

## Concours externe
Ce concours permet d'entrer dans la fonction publique.
Les épreuves d'admissibilité sont écrites. Il en existe 2 sur des thèmes disciplinaires. Une note inférieur à 5 étant éliminatoire.
Les épreuves d'admission sont orales et pratiques.

## Concours interne
Ce concours permet aux titulaires de la fonction publique de changer de corps et/ou de discipline.
Les épreuves d'admissibilité sont écrites.
Les épreuves d'admission sont orales et pratiques.

## Préparation aux concours
Le programme du concours inclut :
- les programmes de sciences de la vie et de la Terre du collège et du lycée (voie générale) ;
- le programme de biologie et de sciences de la Terre de la classe préparatoire scientifique BCPST (biologie, chimie, physique, sciences de la Terre)  comme celui de la plus part des licences de sciences de la vie et de la terre;
- les éléments de sciences du vivant des programmes de chimie, biochimie, sciences du vivant du lycée en série sciences et technologies de laboratoire (STL).

Ces programmes sont ceux en vigueur l'année du concours.
Les notions traitées dans ces programmes doivent pouvoir être abordées au niveau M1 du cycle master.

## Statistiques

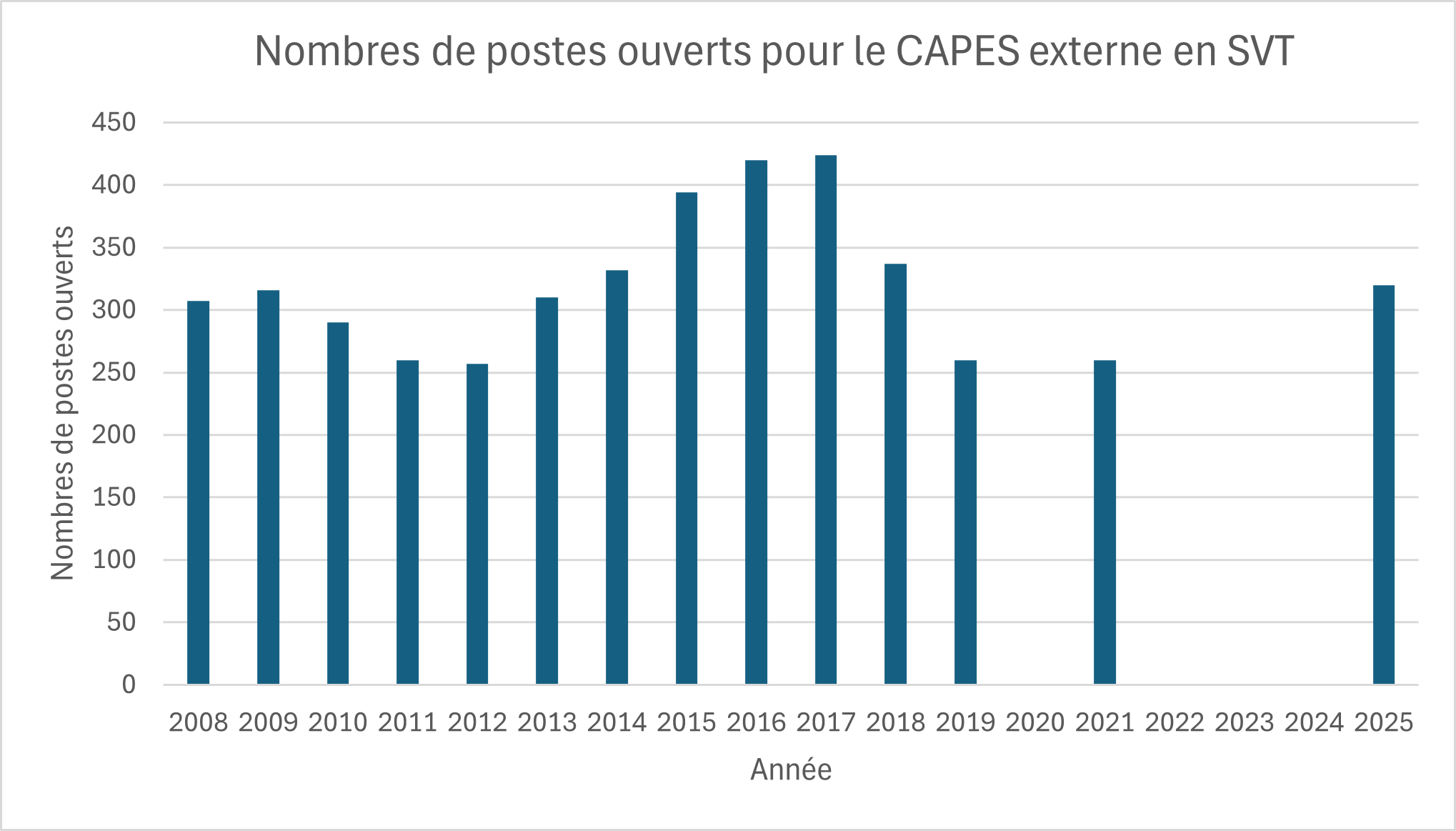
Mises sous forme de graphique du tableau ci-dessus

| Année                    | 2008 | 2009 | 2010 | 2011 | 2012 | 2013 | 2014 | 2015 | 2016 | 2017 | 2018 | 2019 | 2021 | 2025 |
| ------------------------ | ---- | ---- | ---- | ---- | ---- | ---- | ---- | ---- | ---- | ---- | ---- | ---- | ---- | ---- |
| Nombre de postes ouverts | 307  | 316  | 290  | 260  | 257  | 310  | 332  | 394  | 420  | 424  | 337  | 260  | 260  | 320  |

| Année                                                      | 2023   |
| ---------------------------------------------------------- | ------ |
| Pourcentage de réussite des personnes présentes à l'examen | 27,75% |

## Changement des modalités du concours à partir de 2026
À partir de 2026, le concours ne se fera plus à la fin du master mais à la fin de la licence. Celui-ci donnera droit au master sans sélection la sélection ayant déjà été faite sur le CAPES.
Il y aura 2 épreuves d'admissibilité, une sur l'épreuve écrite disciplinaire et une seconde sur l'épreuve écrite disciplinaire appliquée. Les 2 ont une durée de 5 heures; Les épreuves d'admissions changent car la pédagogie n'est pas enseignée en licence.
Durant 2 ans, les master de l'ancienne réforme devront passer aussi le CAPES en même temps que les licences jusqu'à ce qu'il ne reste que des licences.